# توني جونسون (لاعب كرة قدم أمريكية أمريكي)
توني جونسون (بالإنجليزية: Tony Johnson)‏ هو لاعب كرة قدم أمريكية أمريكي، ولد في 12 مارس 1982.